# Ijime, Dame, Zettai
Singles de Babymetal
Headbanger!!
(2012) Megitsune
(2013)
Ijime, Dame, Zettai (イジメ、ダメ、ゼッタイ, trad : « Plus, De, Harcèlement ») est le premier single dit "major" du groupe Babymetal (après un single "digital" et deux singles dit "indies" sortis auparavant).

## Détails
Le single sort le 9 janvier 2013 sous le label Toy's Factory ; il atteint la 6e place du classement hebdomadaire des ventes de l'Oricon, et reste classé six semaines.
Le single est décliné en quatre versions différentes, avec uniquement la chanson-titre en commun : l'édition "CD seul" régulière avec la chanson Catch Me If You Can en "face B" et les versions instrumentales, et trois éditions limitées avec la chanson Babymetal Death en "face B" et une version remixée et incluant un DVD en supplément avec des contenus différents (clip vidéo, making of, interprétations live) ; les éditions limitées sont notées « I » pour Ijime, « D » pour Dame, et « Z » pour Zettai.
La chanson-titre ainsi que ses chansons faces-B, Catch me if you can et BABYMETAL DEATH figureront sur le premier album du groupe BABYMETAL, qui sortira un an plus tard.

## Liste des titres
Crédits : paroles par Nakametal et Tsubometal ; musique par KxBxMetal, Tsubometal et Takemetal ; arrangements par Kyoto.
| 1. | Ijime, Dame, Zettai (イジメ、ダメ、ゼッタイ)        | 6:09 |
| 2. | Catch Me If You Can (Catch me if you can)           | 3:57 |
| 3. | Ijime, Dame, Zettai (Air Vocal ver.) (instrumental) | 6:08 |
| 4. | Catch Me If You Can (Air Vocal ver.) (instrumental) | 3:57 |

| 1. | Ijime, Dame, Zettai (イジメ、ダメ、ゼッタイ) | 6:09 |
| 2. | Babymetal Death (BABYMETAL DEATH)            | 5:48 |
| 3. | Ijime, Dame, Zettai ~Nemesis ver.~           |      |

| 1. | Ijime, Dame, Zettai (Music Video) (clip vidéo) |  |
| 2. | Ijime, Dame, Zettai (Making Video) (making-of) |  |

| 1. | Do・Ki・Do・Ki Morning (ド・キ・ド・キ☆モーニング) (Live Clip 2012.4.8 「アイドル横丁祭!!」 at SHIBUYA-AX) |  |
| 2. | Ii Ne! (いいね!) (Live Clip 2012.4.8 「アイドル横丁祭!!」 at SHIBUYA-AX)                                   |  |

| 1. | Headbanger!! (ヘドバンギャー!!) (Live Clip 2012.7.21 「LEGEND 〜コルセット祭り」 at 目黒鹿鳴館)                |  |
| 2. | U.Ki.U.Ki Midnight (ウ・キ・ウ・キ★ミッドナイ) (Live Clip 2012.7.21 「LEGEND 〜コルセット祭り」 at 目黒鹿鳴館) |  |

## Interprètes
- Su-Metal - chants, danse (centre[4])
- MoaMetal - scream, danse (gauche[4])
- YuiMetal - scream, danse (droite[4])